# Saint-Léger-sur-Vouzance
Saint-Léger-sur-Vouzance è un comune francese di 292 abitanti situato nel dipartimento dell'Allier, nella regione dell'Alvernia-Rodano-Alpi.

## Società

### Evoluzione demografica
Abitanti censiti